# Pont romà de Lugo
El pont romà (en gallec: ponte romana), també conegut com a pont vell (ponte vella), és un dels ponts que travessen el riu Miño a la ciutat de Lugo, a Galícia.
Amb una longitud de 104 metres i una amplada de 4 metres, es troba al sud-oest de la ciutat i uneix la calçada d'A Ponte amb la carretera vella de Santiago, vertebrant el barri de San Lázaro.

## Història
És un pont dissenyat i construït al segle i, durant l'època de romanització de Galícia. Es va valer de la via XIX de l'itinerari d'Antoní, que comunicava Lucus Augusti (actual Lugo) amb Bracara Augusta (Braga), passant per Iria Flavia (Padrón), i per la necessitat de creuar el riu Miño.
Segles més tard, a la baixa edat mitjana, va ser restaurat en diverses ocasions pel mal estat en què es trobava i per les noves necessitats de transport de l'època. Durant l'edat moderna, també es va reparar i el 1893 es va modificar definitivament el seu aspecte, suprimint-ne diversos elements. Això no obstant, els fonaments del pont actual són en bona part els originals.

## Característiques
Es tracta d'una estructura feta a base de pedra i pissarra, i més recentment s'hi han afegit unes passarel·les metàl·liques. El ferm està asfaltat i permet el pas de vehicles ininterrompudament, exceptuant-ne els vehicles pesats, que no tenen autoritzat el pas.
És un pont molt utilitzat perquè es troba a prop d'instal·lacions com el club Fluvial de Lugo o el Policlínic Lucense, a més de ser un punt de pas necessari cap a la carretera de Portomarín o el club de golf.
La calçada d'A Ponte, que baixa des de la porta Miñá de la muralla de Lugo fins al pont romà, forma part de la ruta primitiva del camí de Sant Jaume. El pont també és el punt de partida d'una ruta de senderisme per les dues vores del riu.

## Galeria d'imatges

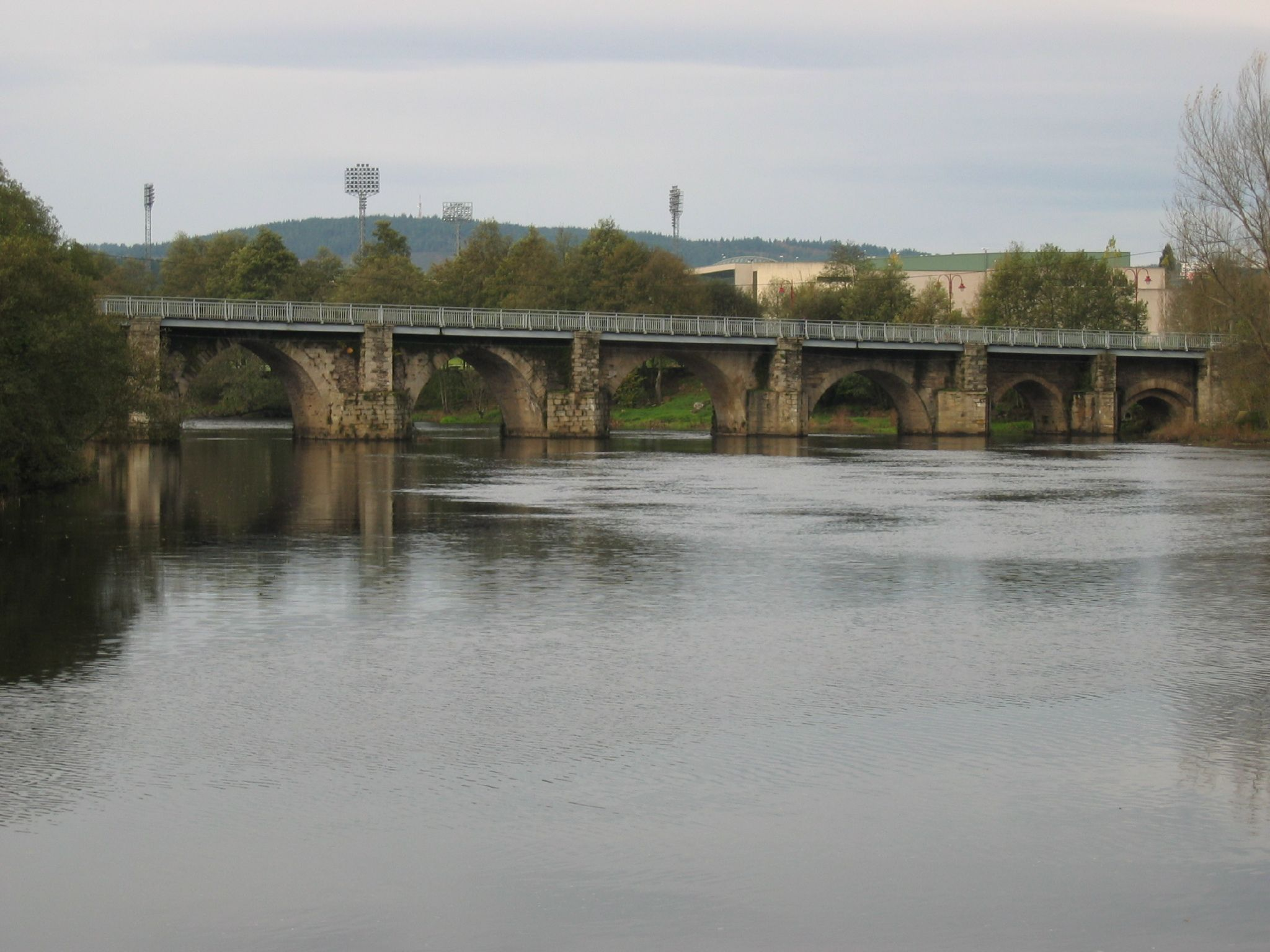
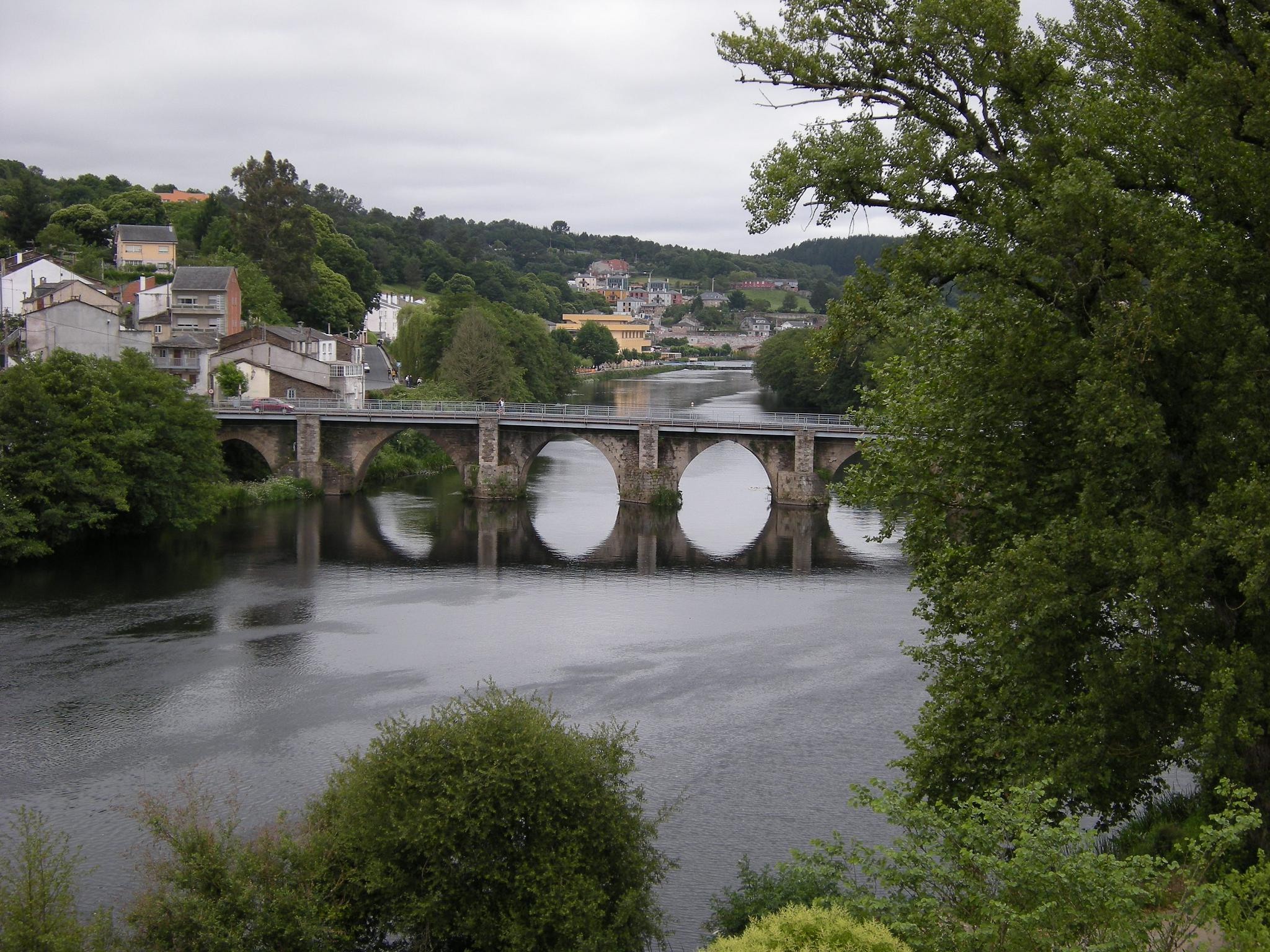